# Yazıcık, Niksar
Yazıcık là một thị trấn thuộc huyện Niksar, tỉnh Tokat, Thổ Nhĩ Kỳ. Dân số thời điểm năm 2011 là 1.98 người.